# Ola Hnatiuk

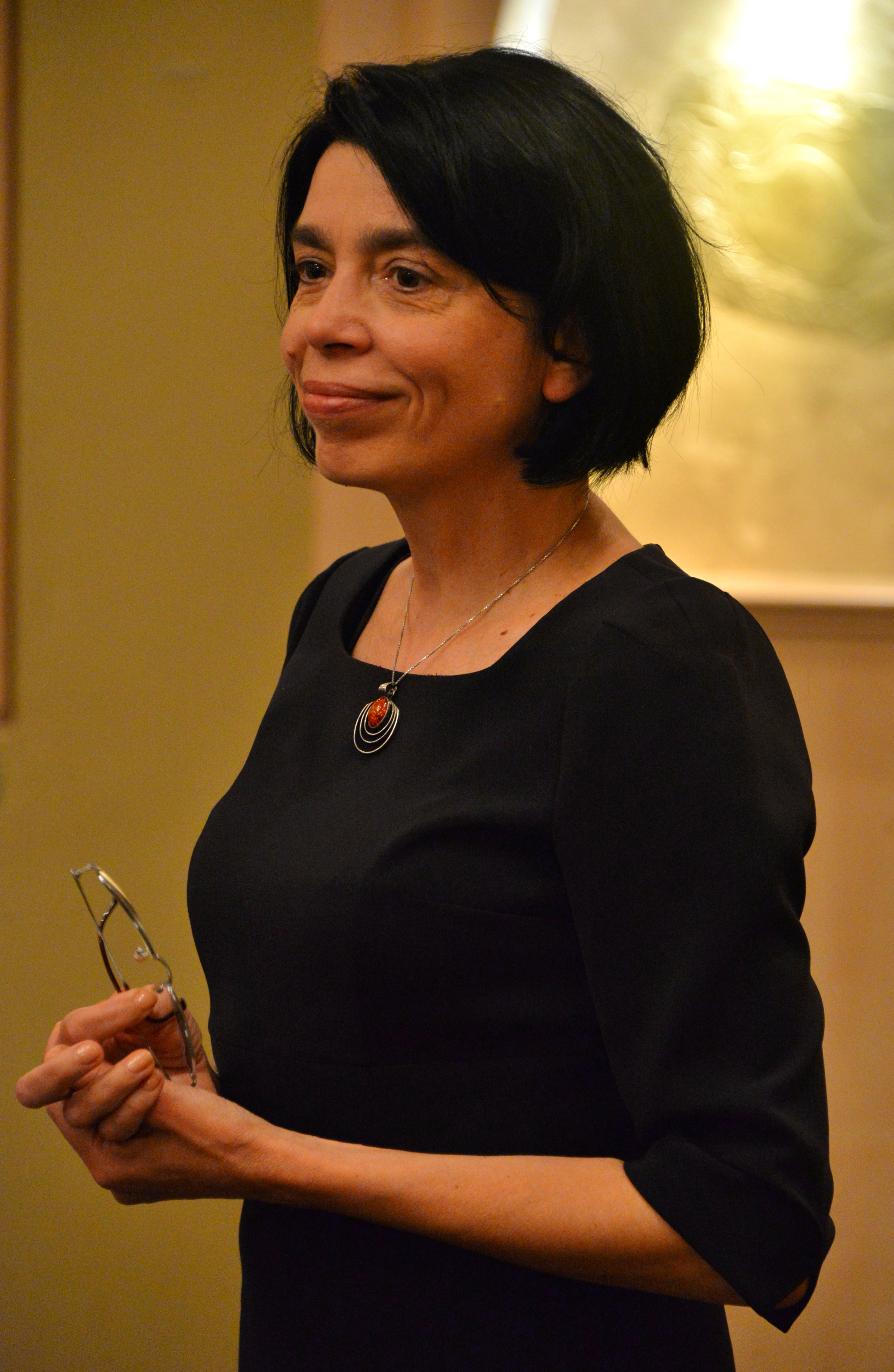

Ola Hnatiuk (ukrainisch Олександра Євгенівна Гнатюк; * 11. November 1961 in Warschau) ist eine polnische Literaturwissenschaftlerin, Ukrainistin und Übersetzerin.

## Biographie
Ola Hnatiuk wurde als Aleksandra Siwak als Kind ukrainisch-polnischer Eltern in Warschau geboren. Die Mutter, Halina, geb. Lewkowska, stammte aus Lemberg, der Vater, Jevhen Sivak, ein Ingenieur und Erfinder, kam aus der Gegend von Hrubieszów. Hnatiuk studierte an der Warschauer Universität ukrainische und russische Philologie und wurde 1992 mit der Dissertation „Das ukrainische religiöse Barock-Lied“ zum Dr. phil. promoviert. 1997 bis 2006 wirkte sie als Dozentin bzw. als Professorin am Institut für Slawistik der Polnischen Akademie der Wissenschaften in Warschau, unterbrochen von einem Forschungsaufenthalt vom März 2001 bis zum März 2002 am Harvard Ukrainian Research Institute (HURI) der Harvard University. 2004 habilitierte sich Hnatiuk mit der Arbeit „Abschied vom Imperium: Ukrainische Diskussionen über Identität“. Von 2006 bis September 2010 war Hnatiuk Kultur- und Wissenschaftsreferentin an der polnischen Botschaft in Kiew und trug wie das Instytut Polski maßgeblich zur Verbesserung der polnisch-ukrainischen Kulturbeziehungen bei. Seither ist sie Professorin in Kiew an der Kiewer Mohyla-Akademie, wo sie das Magisterprogramm leitet, an der Universität Warschau und am Institut für Slawistik der Polnischen Akademie der Wissenschaften.

## Werk
Das Werk Ola Hnatiuks beschreibt einen Weg von der Literatur hin zur Politik. Nach ihrer ersten großen wissenschaftlichen Arbeit über „Das barocke ukrainische religiöse Lied“ widmete sich die Slawistin zehn Jahre lang mit Übersetzungen ukrainischer literarischer und historisch-politischer Werke. Vor allem übersetzte sie mehrere frühe Werke Jurij Andruchowytschs, außerdem das Drama „Wozzeck“ Jurij Isdryks, sowie gemeinsam mit der zweiten wichtigen polnischen Ukrainistin Katarzyna Kotyńska die „Geschichte der Ukraine“ Natalija Jakowenkos und Mykola Rjabtschuks Essaysammlung „Von Kleinrussland zur Ukraine“. Ferner wirkte sie als Herausgeberin mehrerer polnischer Anthologien ukrainischer Literatur. Einige ihrer zahlreichen Essays zur ukrainischen zeitgenössischen Literatur, die in Zeitschriften wie „Znak“, „Kultura“, „Kresy“, „Literatura na Świecie“, „Krytyka“ usw. erschienen, fasste die Slawistin in einer Aufsatzsammlungen und in Interviews zusammen. Ihr 2015 gleichzeitig auf Polnisch und Ukrainisch erschienenes Hauptwerk „Mut und Angst“ beschreibt schließlich anhand ausgewählter bebilderter Biographien Lebensläufe der ukrainischen, polnischen und jüdischen Intelligenz in Lemberg in den Jahren 1939 bis 1945. Die Schilderungen nehmen Spuren der Familiengeschichte Hnatiuks auf: Ihre polnischen, römisch-katholischen Großeltern und ihre Mutter erlebten jene jedenfalls von der Lemberger Intelligenz miteinander solidarisch geteilten Zeiten von Mut und Angst unter den Herausforderungen zweier totalitärer Regime. Das Werk, das mehrere zeitgleich erschienene, zum Teil streitbare Geschichtsdarstellungen zur Stadtkultur Lembergs (Chr. Mick, T. Amar, K. Kotyńska) um sieben konkrete anschauliche Lebensläufe ergänzt, weckte umgehend in Polen und der Ukraine ein großes Interesse und erhielt sogleich bei seinem Erscheinen den Grand Prix des 22. Lemberger Buchforums 2015. 2020 erschien die englische Ausgabe.

## Auszeichnungen
- Antonowytsch-Preis (2010)
- Ritterkreuz des Orden Polonia Restituta (2012)
- Polnischer PEN-Club, Nagroda im. Ksawerego i Mieczysława Pruszyńskich (2018)

## Bibliographie
- Українська барокова духовна пісня (Das ukrainische barocke religiöse Lied). Warschau-Kiew 1994.
- (gemeinsam mit Bogumiła Berdychowska), Бунт покоління. Розмови з українськими інтелектуалами (Generationenaufstand. Gespräche mit ukrainischen Intellektuellen). Kiew, Duch i Litera, 2004.
- Pożegnanie z imperium. Ukraińskie dyskusje o tożsamości, Lublin 2003 = Прощання з імперією. Українські дискусії про ідентичність (Abschied vom Imperium: Ukrainische Diskussionen über Identität). Kiew, Krytyka, 2005.
- Польсько-український діалог: часопис KULTURA та його спадщина. До сторіччя Єжи Ґедройця (Der polnisch-ukrainische Dialog: Die Zeitschrift KULTURA und ihr Erbe. Zum 100. Jubiläum Jerzy Giedroyc) Lwiw-Kiew 2007 (Universytets’ky dialohy 1).
- Між літературою і політикою. Есеї та інтермедії (Zwischen Literatur und Politik. Essays und Einwürfe). Kiew, Duch i Litera, 2012.
- Odwaga i Strach. Wrocław 2015 / Відвага і страх. Kiew, Duch i Litera, 2015 (Mut und Angst)
- Courage and Fear (Übersetzung Ewa Siwak). Brookline 2020 (das Buch wurde in die Liste der 100 Bücher, die helfen, die Ukraine zu verstehen aufgenommen[3])

## Aufsätze (Auswahl)
- Nativists versus Westernizers: Problems of Cultural Identity in the Ukrainian Literature of the 1990s, in: Larissa M. L. Zaleska Onyshkevych / Maria G. Rewakowicz (ed.), Contemporary Ukraine on the Cultural Map of Europe. London-New York, Routledge, 2009, 203–218.